# رينهارد سكرايسك
رينهارد سكرايسك (بالألمانية: Reinhard Skricek)‏ (مواليد 4 يناير 1948) هو ملاكم ألماني، مثّل بلاده في الألعاب الأولمبية الصيفية 1976.

## روابط خارجية
رينهارد سكرايسك على موقع أوليمبيديا (الإنجليزية)